# Северный полюс-38
«Северный полюс-38» (СП-38) — российская научно-исследовательская дрейфующая станция.
Станция была открыта 15 октября 2010 года (в 9 часов 10 минут (по московскому времени) на льдине в Чукотском море в районе острова Врангеля началась церемония открытия, а в 9 часов 30 минут (по московскому времени) был поднят государственный флаг России). В тот же день с дрейфующей станции во Всемирную метеорологическую сеть была передана первая метеосводка. Оборудование и экипаж доставил атомный ледокол «Россия».
Правда, после завершения работы СП-37 в июне 2010 года долгое время не было ясности в том, будет ли в 2010 году организована следующая станция. В феврале Росгидромет заявил, что «Северный полюс» в 2010 году может не возобновить работу из-за отсутствия средств. Но в конце августа глава Росгидромета Александр Фролов сообщил, что новая дрейфующая станция СП-38 отправится в Арктику сразу же, как только специалисты найдут подходящую для неё льдину. Деньги на СП-38 были выделены из бюджета гидрометеорологического ведомства.
Открытие этой станции поддерживает ведущую роль России в Арктике.Артур Чилингаров, в разговоре с Путиным
Начальник станции — Томаш Валерьянович Петровский, который возглавлял станцию «Северный полюс-34», работавшую с 19 сентября 2005 года по 28 мая 2006 года и дрейфовал на СП-36. Экспедиция состояла из 15 полярников и двух северных лаек.
На льдине были установлены специальные сборные домики с отоплением, электричеством, телефоном, связью, кают-компанией, в распоряжении полярников находились тракторы, электростанция, баня.
Работа станции была завершена 1 октября 2011 года в координатах 84° с. ш. 150° з. д. В 6 часов 45 минут (по московскому времени) на станции был спущен флаг Российской Федерации. На смену ей в тот же день неподалёку (в точке с координатами 84,1° с. ш. 149,9° з. д.) была открыта и начала работу дрейфующая научно-исследовательская станция «Северный полюс-39».
За период с 15 октября 2010 года по 1 октября 2011 года станция прошла в Северном Ледовитом океане 2910 километров и выполнила большой объём научных наблюдений и исследований.

## Цели и задачи станции
На дрейфующей станции проводилось множество научных наблюдений, касающихся атмосферы, льда и океана. В частности, измерялись течения, глубины, соленость воды на разной глубине, исследовались термодинамические процессы, эволюция морфометрических характеристик морского ледяного покрова, особенности протекания процессов в природной среде, обусловливающих или обусловленных глобальным и региональным изменением климата, определялись термохалинная и гидрохимическая структуры водных масс, сезонная изменчивость составляющих карбонатной системы в верхнем перемешанном слое океана и приповерхностном слое атмосферы. Множество метеорологических и гидрологических показателей позволили учёным понять, какие изменения происходят за полярным кругом.
Также продолжались работы по фоновому гидрометеорологическому и экологическому мониторингу компонентов морской среды центральной части Арктического бассейна, совершенствованию методов гидрометеорологического обеспечения хозяйственной деятельности в арктическом регионе. Выполнялись циклы гидробиологических и гидрографических исследований.
Также был применён опытно-экспериментальный Беспилотный летательный аппарат (БЛА) для проведения ряда исследований и операций.
СП-38 была ещё и «полигоном», чтобы испытывать новое научное оборудование. Данные о глубинах, другие измерения вместе с данными специализированной экспедиции на судне «Академик Фёдоров» были использованы для доказательств принадлежности России хребта Ломоносова и прилегающего участка морского шельфа.
Надо нам с помощью науки доказать, что Россия прирастает и российским шельфом. Вот одна из задач станции, которая довольно-таки оснащенная станция — это задача, связанная с определением внешней границы российского шельфа.Артур Чилингаров, руководитель экспедиции
В числе задач экспедиции — проверка работоспособности российской навигационной системы ГЛОНАСС в условиях высоких широт.

## Личный состав дрейфующей станции «Северный Полюс — 38»
В состав экспедиции входило 15 опытных полярников:
1. Петровский, Томаш Валерьянович — начальник станции, инженер-океанолог.
2. Харитонов, Виктор Витальевич — заместитель начальника по науке.
3. Овчинников, Сергей Александрович — ведущий аэролог.
4. Кузнецов, Никита Михайлович — ведущий инженер.
5. Зиновьев, Никита Сергеевич — ведущий инженер-метеоролог.
6. Бобков, Илья Алексеевич — метеоролог.
7. Балакин, Андрей Александрович — океанолог.
8. Гребенников, Алексей Сергеевич — ведущий инженер по связи.
9. Панов, Леонид Владимирович — ведущий ледоисследователь.
10. Копту, Сергей Александрович — гидрограф.
11. Черняев, Сергей Викторович — начальник ДЭС.
12. Бурмистров, Владимир Николаевич — инженер 1 кат. ДЭС.
13. Лызь, Николай Петрович — инженер 1 кат. ДЭС.
14. Митьковец, Дмитрий Викторович — инженер-технолог, повар.
15. Ромашин, Сергей Александрович — врач.

Также полярникам помогали две северные лайки — Дик и Дина, которые оповещали о приближении белых медведей.